# ANS (телескоп)
ANS (англ. Astronomical Netherlands Satellite или нидерл. Astronomische Nederlandse Satelliet) — космическая обсерватория, работавшая в рентгеновском и мягком ультрафиолетовом диапазоне, созданная совместными усилиями Института космических исследований Нидерландов и NASA. ANS — первый голландский спутник. В честь него назван астероид главного пояса 9996 ANS.
Спутник был сделан Consortium Astronomical Netheralands Satellite (Fokker-VFW и Philips), инструменты для обсерватории были предоставлены Университетом Гронингена (University of Groningen) — спектрофотометр ультрафиолетового диапазона, Университетом Утрехта (University of Utrect) — рентгеновский телескоп мягкого рентгеновского диапазона SXX, и американской компанией AS&E при Массачусетской технологическом институте — рентгеновский эксперимент HXX.
Телескоп был выведен на солнечно-синхронную орбиту 30 августа 1974 в 14:07:39 UTC с помощью ракеты-носителя Scout с базы военно-воздушных сил США Western Test Range в Калифорнии и продолжал работать в течение 20 месяцев вплоть до июня 1976 года. Первоначальная орбита имела перигей 266 км, апогей 1176 км, наклонение 98°, эксцентриситет 0,064048. Период обращения спутника составлял 99,2 минуты. Для контроля высоты спутника использовались катушки, в которых возбуждался индукционный ток из-за взаимодействия с магнитосферой Земли.

## Инструменты
ANS работал в ультрафиолетовом и рентгеновском диапазонах.

### УФ телескоп
В ультрафиолетовом диапазоне спектра наблюдения велись с помощью 22-см телескопа системы Кассегрена на длинах волн от 150 до 330 нм. На выходе телескопа стоял пятиканальный детектор, фиксирующий излучение на длинах волн 55, 180, 220, 250 и 330 нм. Было произведено 18 000 измерений для 400 объектов.

### SXX
инструмент SXX представлял собой параболической коллектор рентгеновских фотонов, работающий на их скользящем отражении. Эффективная площадь инструмента составляла 140 см². Эффективный энергетической диапазон, обеспечиваемый мягким рентгеновским детектором — с 0.2 кэВ.
В диапазоне 1-7 кэВ работал пропорциональный счётчик с эффективной площадью 45 см².

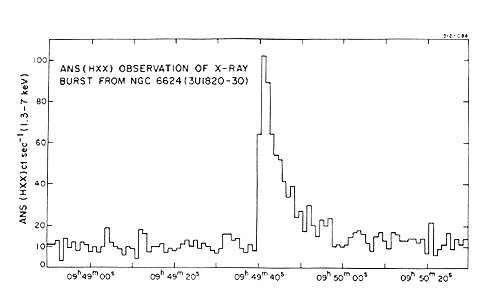
Кривая блеска рентгеновского источника в шаровом скоплении NGC 6624 со всплеском первого типа — термоядерным взрывом атмосферы нейтронной звезды.

### HXX
Инструмент HXX был предоставлен компанией AS&E при Массачусетской технологическом институте. Инструмент состоял из двух частей, пропорциональных счётчиков, работающих в диапазоне энергий 1.5-30 кэВ с эффективной площадью 60 см² и Брэгговского спектрометра, который объединял в себе кристаллы пентаэритритола (pentaerythritol) и пропорциональные счётчики, предназначенного для поиска эмиссионных линий высокоионизованного кремния от космических источников.

## Основные результаты
- Было открыто излучение коронально активных звёзд (в частности Капеллы/Capella)[3].
- Открыты рентгеновские всплески от звёзд типа UV Ceti и YZ CMi[4].
- Обнаружены рентгеновские всплески первого типа от нейтронных звёзд — всплески взрывного термоядерного горения атмосфер нейтронных звёзд[2]. Аналогичные события были зафиксированы ранее группой Бабушкиной, Кудрявцева и Мелиоранского в экспериментах на спутнике Космос-428[5].